# Шимановський район
Шимано́вський райо́н — адміністративна одиниця Росії, Амурська область. До складу району входять 14 сільських поселень.
| Росія | Це незавершена стаття з географії Росії. Ви можете допомогти проєкту, виправивши або дописавши її. |